# Estadio Hamuta
El Estadio Hamuta (en francés: Stade Hamuta) es un estadio de usos múltiples en la ciudad de Papeete, en la isla de Tahití, en el territorio de la Polinesia Francesa. Actualmente se utiliza sobre todo para los partidos de fútbol y como sede de los encuentros de local del AS Manu Ura de la Primera División del país. Tiene capacidad para 10 000 espectadores.